# Bramapà
Bramapà és un indret de camps de conreu, actualment parcialment abandonats, del terme municipal de Conca de Dalt, a l'antic terme de Toralla i Serradell, al Pallars Jussà, en territori que havia estat del poble de Serradell.
Està situat a ponent de Serradell, al sud de la Pista del Bosc, al sud de lo Seix, al sud-oest de lo Palaut, de Llinars i de la Plantada, i al sud-est del Tros de Santa Maria. La llau de Santa Maria discorre pel costat de ponent d'aquesta partida i la llau del Seix pel de llevant.